# Руппия морская
Ру́ппия морска́я (лат. Ruppia maritima) — вид водных травянистых растений рода Руппия (Ruppia) монотипного семейства Руппиевые (Ruppiaceae). Несмотря на название, этот вид не является морским растением; его можно охарактеризовать как солеустойчивое пресноводное растение.

## Ботаническое описание

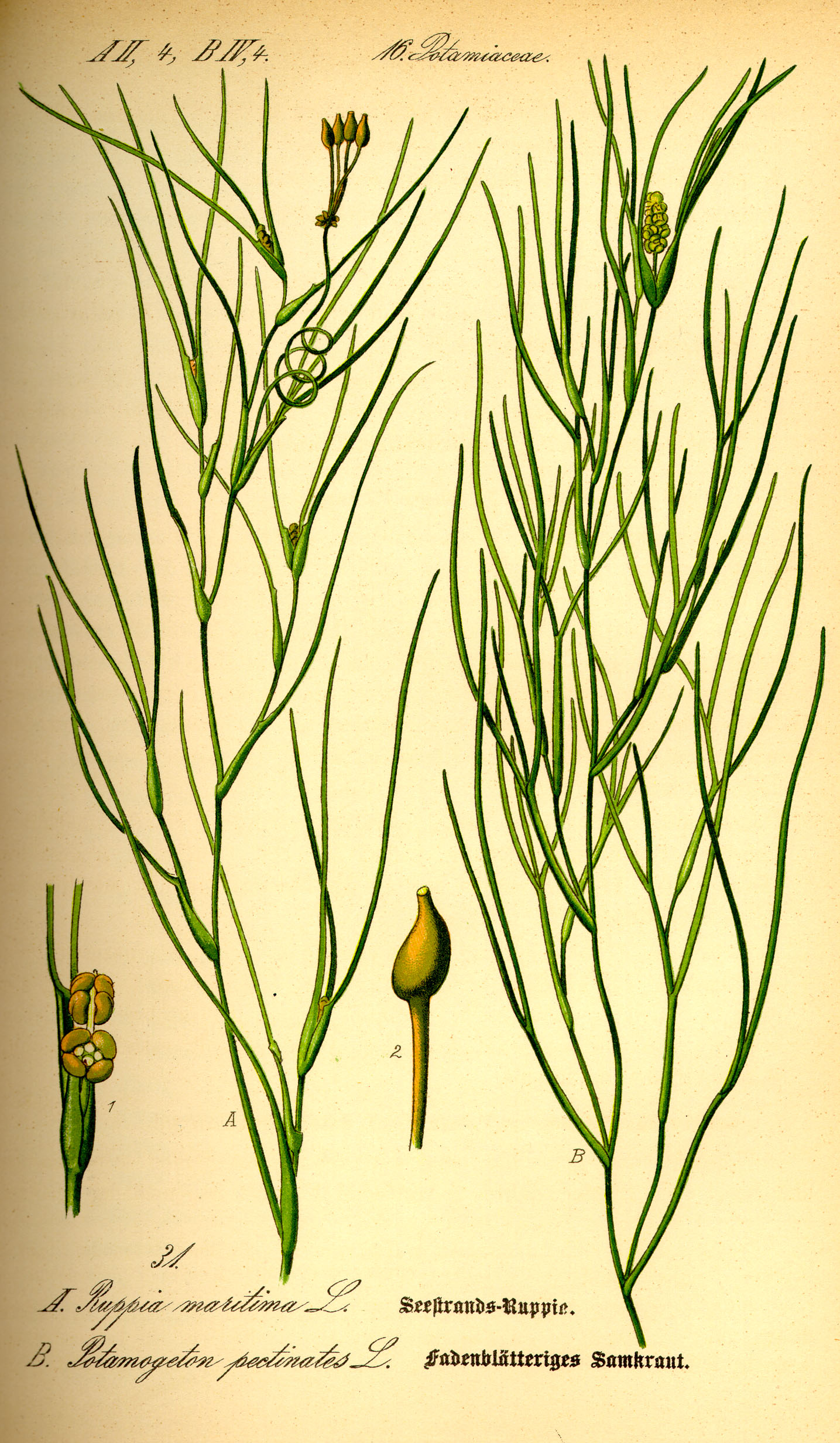
Руппия морская (под буквой A).

Однолетнее или многолетнее травянистое растение с тонкими стеблями, с корневищем, неглубоко закреплённом во влажном субстрате. Образует длинные, узкие, прямые или слегка изогнутые соцветия с двумя мелкими цветками наверху. Растения часто самоопыляемые, однако образуемая ими пыльца также может достигать других растений, уплывая на пузырьках воздуха (гидрофилия). Плоды — маленькие костянки (костяночки). Распространяются по воде или поедающими их рыбами и водными птицами. Имеет место и вегетативное размножение — в некоторых местах корневища пускают корешки и формируют новое растение.

## Ареал
Встречаются по всему миру, наиболее часто в прибрежной зоне, где растут в жёсткой (солоноватой) воде, к примеру, в маршах. Является доминирующим растением в громадном множестве прибрежных регионов. Плохо растёт в мутных водах и в бедных кислородом субстратах.

## Экология
Руппия морская является важной составляющей рациона питания многих водоплавающих птиц. Во многих районах экологическая реставрация водно-болотных угодий начинается с восстановления и защиты этого растения.

## Синонимика
- Buccaferrea maritima (L.) Lunell
- Ruppia andina Phil.
- Ruppia brachypus J.Gay
- Ruppia brevipes Bertol. ex Griseb.
- Ruppia curvicarpa A.Nelson
- Ruppia intermedia C.G.H.Thed.
- Ruppia marina Fr.
- Ruppia obliqua Griseb. & Schenk
- Ruppia pectinata Rydb.
- Ruppia rostellata W.D.J.Koch ex Rchb.
- Ruppia salina Schur
- Ruppia subsessilis Thwaites
- Ruppia taquetii H.Lév.
- Ruppia transsilvanica Schur
- Ruppia trichodes Durand
- Ruppia zosteroides Lojac.
- Zannichellia pedunculata Fuss, nom. illeg.